# Podenii Noi (gmina)
Podenii Noi – gmina w Rumunii, w okręgu Prahova. Obejmuje miejscowości Ghiocel, Mehedința, Nevesteasca, Podenii Noi, Podu lui Galben, Popești, Rahova, Sălcioara, Sfăcăru i Valea Dulce. W 2011 roku liczyła 4860 mieszkańców.